# Hjálmar Þórarinsson
Hjálmar Þórarinsson (Reykjavík, 16 febbraio 1986) è un calciatore islandese, attaccante del Knattspyrnufélagið Fram e della Nazionale islandese.

## Carriera

### Club
Dopo aver esordito e giocato per 3 stagioni nella massima lega islandese con il Þróttur, si trasferisce in Scozia negli Hearts che dopo averlo tenuto in prestito una stagione, lo riscattano nel 2005 e lo girano in prestito ai Raith Rovers. altra formazione scozzese. Nel gennaio 2007 tuttavia tornerà al Fram, formazione della massima serie islandese.

### Nazionale
Ha giocato 5 partite nella nazionale Under 21 islandese.